# Fossae di Cerere
Segue una lista delle fossae presenti sulla superficie di Cerere. La nomenclatura di Cerere è regolata dall'Unione Astronomica Internazionale; la lista contiene solo formazioni esogeologiche ufficialmente riconosciute da tale istituzione.
Le fossae di Cerere portano i nomi di festività associate all'agricoltura.
Sono tutte state identificate durante la missione della sonda Dawn, l'unica ad avere finora raggiunto Cerere.

## Prospetto
| Fossa         | Eponimo                                                            | Latitudine | Longitudine | Diametro |
| ------------- | ------------------------------------------------------------------ | ---------- | ----------- | -------- |
| Nabanna Fossa | Nabanna - Festa della raccolta del riso nella regione del Bengala. | 1,71° N    | 284,05° E   | 168 km   |